# Edward Petre
Sir Edward Petre, 3e baronnet, SJ (1631 - 15 mai 1699) est un jésuite anglais qui devient un proche conseiller du roi Jacques II et est nommé conseiller privé.

## Jeunesse
Petre est le fils de Sir Francis Petre, 1er baronnet, de Cranham (Essex), chef d'une branche cadette de la famille des barons Petre, de son mariage avec Elizabeth Gage, une fille de Sir John Gage, tous deux catholiques romains engagés. En 1649, il est envoyé pour ses études au Collège des Jésuites de Saint-Omer et entre dans la Compagnie de Jésus en 1671.

## Carrière
Petre est aumônier et conseiller de Jacques II d'Angleterre et est une présence impopulaire et galvanisante à la cour de Jacques qui, en tant que catholique romain, règne sur une nation de protestants. Cela suscite beaucoup de colère, et une grande partie est dirigée contre Petre, son proche conseiller sur les questions religieuses.
Avant l'avènement de Jacques en 1685, Petre est vice-provincial de son ordre. Jacques le fait commis du cabinet, une position sans pouvoir politique. Plus tard cette année-là, Jacques écrit pour demander au pape Innocent XI de faire de Petre un évêque in partibus (un évêque sans siège, maintenant appelé évêque titulaire), mais Innocent refuse. En 1686, Lord Castlemaine, ambassadeur de Jacques à Rome, renouvelle la demande, tandis que Jacques fait pression sur Ferdinando d'Adda, le nonce pontifical à Londres. Si le pape reste impassible, le roi est typiquement obstiné. James et Castlemaine continuent à faire pression pour le poste d'évêque pour Petre jusqu'en 1687, et demandent en outre que Petre soit nommé cardinal, mais le pape refuse fermement. James envisage de nommer Petre archevêque anglican d'York lorsque le siège devient vacant, mais le pape n'accorde pas à Petre une dispense pour l'occuper, et il ordonne même aux supérieurs de Petre de le réprimander pour son ambition excessive. Petre est nommé conseiller privé et greffier au placard la même année.
Après sa nomination au Conseil privé, les critiques populaires contre Petre deviennent plus ardentes que jamais, atteignant leur apogée dans les insinuations faites sur la naissance controversée de Jacques François Stuart, prince de Galles, en 1688. Comme beaucoup à la cour, Petre fait d'abord confiance à Lord Sunderland, mais il est aussi parmi les premiers à détecter la duplicité de ce ministre et à rompre avec lui. Les érudits modernes donnent des critiques mitigées sur le comportement de Petre, et les sources contemporaines des deux côtés sont biaisées. L'Encyclopédie catholique dit de lui « avec peu de dons pour la politique, sans y prêter beaucoup d'attention, il a néanmoins été sévèrement blâmé lorsque les choses ont mal tourné. Il était également indifférent, presque insensible, à ce qui était dit à son sujet par un ami ou un ennemi." Petre s'enfuit en France peu après le débarquement des armées de Guillaume III en Angleterre, et il reste avec Jacques II en exil. Il prend la direction de son ancien collège de St Omer en 1693. Il est ensuite transféré à Valten en Flandre, où il meurt en 1699.